# Amrish Puri
Amrish Lal Puri (Dzsálandhár, 1932. június 22. – Mumbai, 2005. január 12.) indiai színész, az indiai színház és film kiemelkedő alakja. A nyugati közönség elsősorban az Indiana Jones és a végzet temploma című amerikai filmből ismerheti.

## Fiatalkora
Amrish Puri Lahore, Pakisztánban született, egy pandzsábi nyelvű családban, Lala Nihal Singh Puri és Mst Ved Kaur gyermekeként. Négy idősebb testvére volt, köztük Chaman Puri és Madan Puri, nővére Chandrakanta, és egy öccse, Harish Puri. Később Simlába költözött, ahol a BM Collegeben diplomázott, Himácsal Prades államban.

## Karrierje
Amrish Puri több mint 400 filmben tűnt fel 1967 és 2005 között.
Puri hindi, kannadai, marathi, pandzsábi, Malayalam, telugu és tamil nyelvű filmekben kezdett dolgozni. Bár számos regionális filmekben voltak sikerei, a legismertebb munkája mégis a bollywoodi mozikban volt.
Az 1970-es években vette kezdetét filmes pályája. Gyakran fő gazember szolgájaként szerepelt.
Puri az 1980-as évektől kezdve, egészen az 1990-es évek elejéig gonosz karakterű uralkodókat alakított. Azokban az évtizedekben alig volt olyan bollywoodi film, amelyben ne szerepelt volna főgonoszként. Egyik ismert szerepe Khan Richard a Gandhiban (1982), a legismertebb szerepe pedig a gonosz Mola Ram főpap a Steven Spielberg által rendezett Indiana Jones és a végzet templomában (1984). Puri a szerep kedvéért leborotválta a haját fejéről, ami jellegzetes megjelenést kölcsönzött neki, s így népszerű gonosztevője lett az indiai mozinak.
Az 1990-es évektől a haláláig már pozitív szerepeket is kapott. Végül a Filmfare legjobb férfi mellékszereplőnek járó díját vehette át a Meri Jung és Virasat c. filmekért.

## Halála
Puri, 2005. január 12-én halt meg az agyvérzés miatt kialakult myelodysplasiában, a Mumbai, Mahárástrában. 72 éves volt.

## Filmjei

Puri, az ördögi tekintetű Mola Ram főpap szerepében az Indiana Jones és a végzet templomában

- 2006 – Kachchi Sadak ... Hasan Kairanvi
- 2003 – The Hero (The Hero: Love Story of a Spy) ... Isaq Khan
- 2001 – Nayak: Az igazi hős ... Balraj Chauhan
- 2000 – Mohabbatein – Szerelmes történetek ... Maj. Gen. Khanna
- 1999 – Ritmus ... Jagmohan Mehta
- 1998 – China Gate ... Col. Kewal Krishan Puri
- 1997 – Virasat ... Raja Thakur
- 1997 – Idegen földön ... Kishorilal
- 1995 – Aki bátor, azé a menyasszony (Dilwale Dulhania Le Jayenge)
- 1992 – A nap hetedik lova ... Mahesar Dalal
- 1986 – Sötétség (Tamas)
- 1984 – Indiana Jones és a végzet temploma (Indiana Jones and the Temple of Doom) ... Mola Ram
- 1982 – Gandhi (Gandhi) ... Kahn
- 1977 – A szerep ... Vinayak Kale
- 1976 – A kasztok fogságában (Manthan)
- 1975 – Az éjszakának vége (Nishant)

## Díjak és jelölések

### Díjai
- 1968: Maharashtra State Drama Competition
- 1979: Sangeet Natak Akademi Award for Theatre
- 1986: Filmfare Best Supporting Actor Award, Meri Jung
- 1991: Maharashtra State Gaurav Puraskar
- 1994: Sydney Film Festival, Best Actor Award – Suraj Ka Satvan Ghoda
- 1994: Singapore International Film Festival, Best Actor Award – Suraj Ka Satvan Ghoda
- 1997: Filmfare Best Supporting Actor Award – Ghatak
- 1997: Star Screen Award for Best Supporting Actor – Ghatak
- 1998: Filmfare Best Supporting Actor Award- Virasat
- 1998: Star Screen Award for Best Supporting Actor – Virasat

### Jelölései
- 1990: Filmfare Best Supporting Actor Award – Tridev
- 1993: Filmfare Best Supporting Actor Award – Muskurahat
- 1994: Filmfare Best Supporting Actor Award – Gardish
- 1996: Filmfare Best Villain Award – Karan Arjun
- 1996: Filmfare Best Supporting Actor Award – Dilwale Dulhania Le Jayenge
- 1999: Filmfare Best Villain Award – Koyla
- 2000: Filmfare Best Villain Award – Baadshah
- 2002: Filmfare Best Villain Award – Gadar: Ek Prem Katha

## Fordítás
Ez a szócikk részben vagy egészben  az   Amrish Puri című angol Wikipédia-szócikk fordításán alapul.  Az eredeti cikk szerkesztőit annak laptörténete sorolja fel. Ez a jelzés csupán a megfogalmazás eredetét és a szerzői jogokat jelzi, nem szolgál a cikkben szereplő információk forrásmegjelöléseként.